# キーソン県

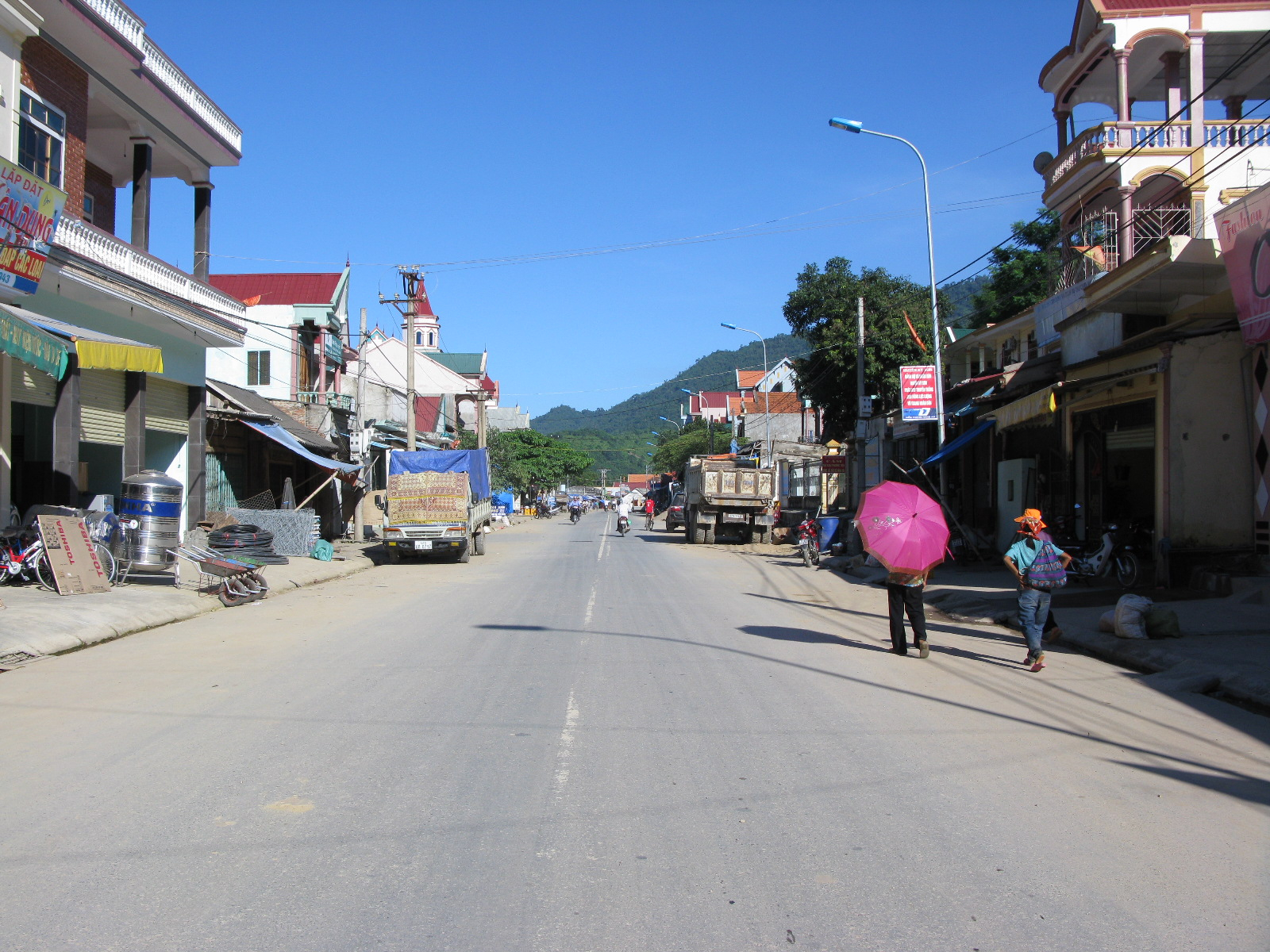
市街地の街並み

キーソン県（キーソンけん、ベトナム語：Huyện Kỳ Sơn / 縣祈山? ）は、ベトナム社会主義共和国ゲアン省の県。面積は2,095 km²、人口は70,420人（2018年）である。

## 行政区画
1市鎮20社を管轄する。